# Typhlodromalus clavicus
Typhlodromalus clavicus är en spindeldjursart som beskrevs av Denmark och Muma 1973. Typhlodromalus clavicus ingår i släktet Typhlodromalus och familjen Phytoseiidae. Inga underarter finns listade i Catalogue of Life.